# Philosophia perennis
Philosophia perennis (с лат. — «вечная философия») — непреходящая основа всякой философии, незыблемость философских догм. Понятие регулярно использовали томисты.
Термин впервые употребил итальянский епископ Августин Стехус в книге De perenni philosophia для обозначения «основных истин, которые существуют у всех народов во все времена и составляют вместе одну науку из одного принципа (Бог)». Однако идея philosophia perennis усматривается в более ранних философских сочинениях и религиозных текстах.
В современном значении у Лейбница philosophia perennis — идущая от мыслителей древности, получившая всеобщее распространение истина. В качестве представителей этой традиции им названы, например, Барух Спиноза и Джордано Бруно.
Неосхоласты в конце XIX века видели philosophia perennis в синтезе платонизма и аристотелизма с идеями Фомы Аквинского.
Термин также использовал С. Л. Франк для характеристики образа его философии. Представитель экзистенциализма Ясперс называет philosophia perennis мысли некоторых великих философов о времени.
В XX веке термин стал широко известен после выхода книги Хаксли «Вечная философия» (англ. The Perennial Philosophy, 1946).
Сходную идею развивал Рене Генон и последующие философы интегрального традиционализма, которые отстаивают существование Примордиальной Традиции, как метафизического фундамента всех традиционных религиозных учений.
В настоящее время тезис о существовании Philosophia perennis критикуют как несостоятельный, по меньшей мере, с герменевтической и исторической точек зрения.

## В философии религии
В философии религии перенниализм представляет собой воззрение, согласно которому все религиозные традиции отражают одну, универсальную истину и имеют единый сверхъестественный источник религиозного знания. Каждая мировая религия, вне зависимости от её культурного и исторического контекста, является просто другой интерпретацией того же знания. Мировые религии, включая христианство, ислам, иудаизм, индуизм, даосизм, конфуцианство, синтоизм, сикхизм и буддизм (но не ограничиваясь ими), все выведены из одной и той же универсальной истины, которую непосредственно познавали в различные времена и эпохи святые, мудрецы, пророки и философы. Хотя священные писания мировых религий неоспоримо различны и часто противоречат друг другу, каждая мировая религия создавалась так, чтобы соответствовать социальным, умственным и духовным нуждам её эпохи и культуры. Перенниалисты придерживаются точки зрения, что каждая мировая религия развивается на базе всё той же универсальной истины, которая всегда была доступна для тех, кто достаточно чувствителен и разумен для её постижения. Различия между организованными религиями только внешние, а за фасадом кажущихся различий лежит изобилие единой структуры и смысла, потому что каждая из них основана на одной универсальной истине. Вместе с этими взглядами часто сочетается воззрение, выраженное Максом Мюллером как «Тот, кто знает одно, не знает ничего» («He who knows one knows none»), то есть что только изучение более чем одной религии может помочь проникнуть в универсальное общее значение, лежащее за каждым уникальным культурным выражением религии.
Олдос Хаксли, который написал широко известную книгу «Вечная философия» (англ. The Perennial Philosophy, 1946), определял её так:

метафизика, признающая существование божественной Реальности в мире вещей и разумных живых существ; психология, находящая в душе нечто подобное божественной Реальности или даже идентичное ей; этика, полагающая, что главной целью человека является познание имманентной и трансцендентальной Основы всего бытия, — сама [эта] наука всеобъемлюща и существует с незапамятных времен. Зачатки Вечной Философии можно обнаружить в фольклоре абсолютно всех примитивных народов, а её высшие формы отражены во всех религиях мира.
Оригинальный текст (англ.)the metaphysic that recognizes a divine Reality substantial to the world of things and lives and minds; the psychology that finds in the soul something similar to, or even identical to, divine Reality; the ethic that places man's final end in the knowledge of the immanent and transcendent Ground of all being; the thing is immemorial and universal. Rudiments of the perennial philosophy may be found among the traditional lore of primitive peoples in every region of the world, and in its fully developed forms it has a place in every one of the higher religions.
— Вечная философия, Введение. Перевод изд-ва “Ваклер”, 1997.
Он также указал на метод Будды:

Будда отказывался что-либо говорить об абсолютной божественной реальности. Он говорил только о «нирване» — ощущении, которое доступно только совершенно бескорыстным и целенаправленным людям. […] Будда, заняв по этому вопросу позицию строгого операционализма, говорил только о духовном ощущении, а не о метафизическом бытии, которое, по мнению теологов других религий и поклонников позднего буддизма, является объектом и (поскольку в процессе созерцания — знающий и знание едины), в то же самое время, — субъектом и субстанцией этого ощущения.
Оригинальный текст (англ.)The Buddha declined to make any statement in regard to the ultimate divine Reality. All he would talk about was Nirvana, which is the name of the experience that comes to the totally selfless and one-pointed. […] Maintaining, in this matter, the attitude of a strict operationalist, the Buddha would speak only of the spiritual experience, not of the metaphysical entity presumed by the theologians of other religions, as also of later Buddhism, to be the object and (since in contemplation the knower, the known and the knowledge are all one) at the same time the subject and substance of that experience.
— Вечная философия, Глава 3 «ЛИЧНОСТЬ, СВЯТОСТЬ, ВОПЛОЩЕНИЕ БОЖЕСТВА». Перевод изд-ва “Ваклер”, 1997.
и Упанишад:

Это учение, основанное на непосредственных ощущениях людей, выполнивших необходимые условия для овладения такого рода знанием, — наиболее сжато выражено в санскритской формуле — tat tvam asi («Это и есть ты»): Атман или имманентное вечное «Я» едино с Брахманом — абсолютным принципом всего бытия; и главная цель любого человеческого существа заключается в том, чтобы открыть, кем оно является на самом деле.
Оригинальный текст (англ.)The Perennial Philosophy is expressed most succinctly in the Sanskrit formula, tat tvam asi ('That thou art'); the Atman, or immanent eternal Self, is one with Brahman, the Absolute Principle of all existence; and the last end of every human being, is to discover the fact for himself, to find out who he really is.
— Вечная философия, Глава 1 «ЭТО И ЕСТЬ ТЫ». Перевод изд-ва “Ваклер”, 1997.
Согласно Карлу Ясперсу:

Несмотря на широкое разнообразие философской мысли, несмотря на все противоречия и взаимно исключающие высказывания об истине, во всей философии есть Одна, которой никто из людей не обладает, но к которой стремятся все серьёзные попытки во все времена: одна вечная философия, philosophia perennis.
Оригинальный текст (англ.)Despite the wide variety of philosophical thought, despite all the contradictions and mutually exclusive claims to truth, there is in all philosophy a One, which no man possesses but about which all serious efforts have at all times gravitated: the one eternal philosophy, the philosophia perennis.

В соответствии с Фритьофом Шуоном:

Неоднократно было сказано, что полная Истина начертана в извечных письменах в самой основе нашего духа; что [именно] делают различные Откровения — так это «кристаллизуют» и «актуализируют», в различной степени в соответствующих случаях, ядро веры, которое не только пребывает навечно в божественном Всеведении, но также спит в преломлении [его] в «естественно сверхъестественном» ядре личности, как и в ядре каждой этнической или исторической сообщности или человеческого вида как целого.
Оригинальный текст (англ.)It has been said more than once that total Truth is inscribed in an eternal script in the very substance of our spirit; what the different Revelations do is to “crystallize” and “actualize”, in different degrees according to the case, a nucleus of certitudes which not only abides forever in the divine Omniscience, but also sleeps by refraction in the “naturally supernatural” kernel of the individual, as well as in that of each ethnic or historical collectivity or of the human species as a whole.
— The Essential Writings of Frithjof Schuon, Suhayl Academy, Lahore, 2001, p.67.